# Mistrzostwa Świata w Piłce Nożnej 1966 (składy)
Składy finalistów Mistrzostw Świata w Piłce Nożnej w 1966 rozgrywanych w Anglii.
 Anglia
Trener:  Alf Ramsey
Gordon Banks, Ron Springett, Peter Bonetti, George Cohen, Ramon Wilson, Jack Charlton, Bobby Moore, Jimmy Armfield, Gerry Byrne, Ron Flowers, Norman Hunter, Ian Callaghan, Alan Ball, Bobby Charlton, John Connelly, Terry Paine, George Eastham, Jimmy Greaves, Geoff Hurst, Martin Peters, Roger Hunt, Nobby Stiles
 Argentyna
Trener:  Juan Carlos Lorenzo
José Rafael Albrecht, Luis Artime, Oscar Calics, Mario Chaldú, Roberto Ferreiro, Hugo Gatti, Alberto Mario González, Rolando Irusta, Nelson López, Silvio Marzolini, Oscar Más, Ermindo Onega, José Omar Pastoriza, Roberto Perfumo, Antonio Rattín, Alfredo Rojas, Antonio Roma, Juan Carlos Sarnari, Carmelo Simeone, Jorge Raúl Solari, Aníbal Tarabini, José Varacka
 Brazylia
Trener:  Vicente Feola
Alcindo, Altair, Bellini, Brito, Denílson, Djalma Santos, Edu, Fidélis, Garrincha, Gérson, Gilmar, Jairzinho, Lima, Manga, Orlando, Paraná, Paulo Henrique, Pelé, Rildo, Silva, Tostão, Zito
 Bułgaria
Trener:  Rudolf Vytlačil
Stefan Abadżiew, Widin Apostołow, Georgi Asparuchow, Iwan Dawidow, Iwan Dejanow, Dinko Dermendżiew, Boris Gaganełow, Ewgeni Janczowski, Iwan Kolew, Aleksandyr Kostow, Nikoła Kotkow, Stojan Kitow, Dimityr Łargow, Wasił Metodiew, Georgi Najdenow, Dimityr Penew, Aleksandyr Szałamanow, Simeon Simeonow, Dimityr Jakimow, Dobromir Żeczew, Petyr Żekow
 Chile
Trener:  Luis Álamos
Pedro Araya, Hugo Berly, Carlos Campos, Humberto Cruz, Humberto Donoso, Luis Eyzaguirre, Elias Figueroa, Alberto Fouillioux, Adán Godoy, Roberto Hodge, Honorino Landa, Rubén Marcos, Juan Olivares, Ignacio Prieto, Jaime Ramírez Banda, Orlando Ramírez, Leonel Sánchez, Armando Tobar, Francisco Valdés, Alberto Valentini, Hugo Villanueva, Guillermo Yávar
 Francja
Trener:  Henri Guérin
Marcel Artelesa, Marcel Aubour, Edmond Baraffe, Joseph Bonnel, Bernard Bosquier, Robert Budzynski, Georges Carnus, André Chorda, Néstor Combin, Didier Couécou, Héctor De Bourgoing, Gabriel De Michèle, Jean Djorkaeff, Philippe Gondet, Gérard Hausser, Yves Herbet, Robert Herbin, Lucien Muller, Jean-Claude Piumi, Laurent Robuschi, Johnny Schuth, Jacques Simon
 Hiszpania
Trener:  José Villalonga
Amancio Amaro, Antonio Betancort, Luis del Sol, Josep María Fusté, Francisco Gallego, Francisco Gento, Jesús Glaría, José Ángel Iribar, Carlos Lapetra, Marcelino Martínez, Ferran Olivella, Joaquin Peiro, Pirri, Severino Reija, Miguel Reina, Feliciano Rivilla, Adelardo Rodríguez, Manuel Sanchís, Eladio Silvestre, Luis Suárez, José Ufarte, Ignacio Zoco
 Korea Północna
Trener:  Myung Rye-hyun
An Se-bok, Ha Jung-won, Han Bong-zim, Im Seung-hwi, Kang Bong-chil, Kang Ryong-woon, Ke Seung-woon, Kim Bong-hwan, Kim Seung-il, Kim Young-kil, Lee Chang-myung, Li Dong-woon, Li Chi-an, Lee Keun-hak, Lim Zoong-sun, Oh Yoon-kyung, Pak Doo-ik, Pak Li-sup, Pak Seung-zin, Ryoo Chang-kil, Shin Yung-kyoo, Yang Seung-kook
 Meksyk
Trener:  Ignacio Trelles
Enrique Borja, Ignacio Calderón, Antonio Carbajal, Arturo Chaires, Ernesto Cisneros, Jesús del Muro, Isidoro Díaz, Javier Fragoso, José Gonzalez, Guillermo Hernández, Francisco Jara, Ignacio Jáuregui, Magdaleno Mercado, Elías Muñoz, Ramiro Navarro, Gabriel Núñez, Aaron Padilla, Gustavo Peña, Luis Regueiro, Salvador Reyes, Felipe Ruvalcaba, Javier Vargas
 RFN
Trener:  Helmut Schön
Franz Beckenbauer, Günter Bernard, Albert Brülls, Lothar Emmerich, Jürgen Grabowski, Helmut Haller, Sigfried Held, Horst-Dieter Höttges, Heinz Hornig, Werner Krämer, Max Lorenz, Friedel Lutz, Sepp Maier, Wolfgang Overath, Bernd Patzke, Wolfgang Paul, Karl-Heinz Schnellinger, Willi Schulz, Uwe Seeler, Klaus-Dieter Sieloff, Hans Tilkowski, Wolfgang Weber
 Portugalia
Trener:  Otto Glória
José Augusto, Alexandre Baptista, José Carlos, Joaquim Carvalho, Mário Coluna, Hilário Conceição, Manuel Duarte, Eusébio, Fernando Cruz, Alberto Festa, Ernesto Figueiredo, Germano Figueiredo, Jaime Graça, Américo Lopes, João Lourenço, Vicente Lucas, João Morais, José Pereira, Peres, Custódio Pinto, António Simões, José Torres
 Szwajcaria
Trener:  Alfredo Foni
Willy Allemann, Kurt Armbruster, Heinz Bäni, René Brodmann, Richard Dürr, Léo Eichmann, Karl Elsener, Hansruedi Führer, Vittore Gottardi, André Grobéty, Robert Hosp, Fritz Künzli, Jakob Kuhn, Werner Leimgruber, Karl Odermatt, Mario Prosperi, René-Pierre Quentin, Jean-Claude Schindelholz, Heinz Schneiter, Xavier Stierli, Ely Tacchella, Georges Vuilleumier
 Urugwaj
Trener:  Ondino Viera
Eliseo Álvarez, Emilio Álvarez, Omar Caetano, Julio Cortés, Nelson Díaz, Víctor Espárrago, Pablo Forlán, Néstor Gonçalves, Jorge Manicera, Ladislao Mazurkiewicz, Domingo Pérez, Luis Ramos, Pedro Rocha, José Sasía, Héctor Salvá, Héctor Silva, Roberto Sosa, Walter Taibo, Horacio Troche, Luis Ubiñas, José Urruzmendi, Milton Viera
 Węgry
Trener:  Lajos Baróti
Flórián Albert, Ferenc Bene, János Farkas, Máté Fenyvesi, István Géczi, József Gelei, Kálmán Ihász, Benő Káposzta, Imre Mathesz, Sándor Mátrai, Kálmán Mészöly, Dezső Molnár, Antal Nagy, István Nagy, Lajos Puskás, Gyula Rákosi, Ferenc Sipos, Kálmán Sóvári, Antal Szentmihályi, Gusztáv Szepesi, Lajos Tichy, Zoltán Varga
 Włochy
Trener:  Edmondo Fabbri
Enrico Albertosi, Roberto Anzolin, Paolo Barison, Giacomo Bulgarelli, Tarcisio Burgnich, Giacinto Facchetti, Romano Fogli, Aristide Guarneri, Francesco Janich, Antonio Juliano, Spartaco Landini, Gianfranco Leoncini, Giovanni Lodetti, Sandro Mazzola, Luigi Meroni, Ezio Pascutti, Marino Perani, Pierluigi Pizzaballa, Gianni Rivera, Francesco Rizzo, Roberto Rosato, Sandro Salvadore
 ZSRR
Trener:  Nikołaj Morozow
Walentin Afonin, Anatolij Baniszewskij, Wiktor Bannikow, Igor Czislenko, Wasilij Daniłow, Wiktor Gietmanow, Lew Jaszyn, Anzor Kawazaszwili, Murtaz Churcilawa, Galimzian Chusainow, Aleksiej Korniejew, Eduard Małofiejew, Eduard Markarow, Slawa Metreweli, Łeonid Ostrowski, Władimir Ponomariow, Wałerij Porkujan, Jożef Sabo, Wiktor Serebrianikow, Albert Szestierniow, Giorgi Siczinawa, Walerij Woronin